# Fw 200偵察機
福克-沃爾夫Fw 200兀鷹式（德語：Focke-Wulf Fw 200 Condor）是納粹德國的一種全金屬4引擎單翼機，由福克-沃爾夫所研製。原先作為客機使用，在第二次世界大戰爆發後被空軍用做远程偵察機、海軍轟炸機與運輸機。由於該機在德國對英國的大西洋海戰中表現出色，溫斯頓·邱吉爾稱其為「大西洋的禍害」（Scourge of the Atlantic）。隨後英國研發了彈射飛機商船與其對抗。

## 設計與發展
鑑於美國道格拉斯DC-3民航機成功打入市場，威脅到德国汉莎航空，該公司決定研製新的民航機應對，即為Fw 200，相關技術規範在1936年6月發布。Fw 200由威廉·班澤米爾（Wilhelm Bansemir）擔任設計總監，這架客機沒有加壓座艙，設計是在3,000公尺高度（9,800英尺）營運，這較當時一般營運巡航高度1,500公尺要來得更高，可以較穩定飛行。在經過庫爾特·譚克博士不到一年的研發時間後，Fw 200於1937年7月27日首次試飛，測試結果讓委託廠商滿意，漢莎航空隨即簽下訂單採購。這是一架設計簡單的飛機，為全鉚接製程、全鋁合金硬殼結構、紡織物製控制面、4引擎單翼機，能夠載著25名乘客，航程有3,000公里。Fw-200一號原型機配備的是美製普惠R-1690黃蜂引擎（出力875匹馬力），後續兩架則換裝德製BMW 132G-1（出力720匹馬力）。
在德國空軍正式採用前，日本帝國海軍也對這架飛機產生興趣，認為她可以作為巡邏機運用，在1939年德國開戰前曾訂購，稱為FW 200 V10。這筆訂單的起源是1938年三菱重工為了研發替換九二式重轟炸機而派遣採購團至德國想和容克斯公司採購Ju 90客機，名義上是為了滿州航空經營與德國之間的長程航線採購。但是採購談判在1938年9月交涉失敗。三菱團隊隨後對Fw200產生興趣，邀請它們實機飛赴日本展演，並下訂了5架民航用的Fw200B訂單與1架特製的軍用巡邏機型號，三菱訂購的FW 200 V10後來又被更名為FW 200C。這批飛機因為戰爭爆發最後未能交機，但成為後續德國空軍軍用型Fw200的技術起源。除了日本海軍，日本帝國陸軍也想過採購Fw 200C的計畫，但最後未有結果。
為了應付戰時的需求，德國空軍將其結構部增強、機翼拉長以掛載炸彈、機體內部空間增大、還有在前面、後面與側面處增加了機槍。以上這些額外的改裝使得Fw 200在早期有了著陸時會解體的問題，直到最後仍沒有完全解決此問題。後期的樣機還有裝備雷達。

## 服役歷史

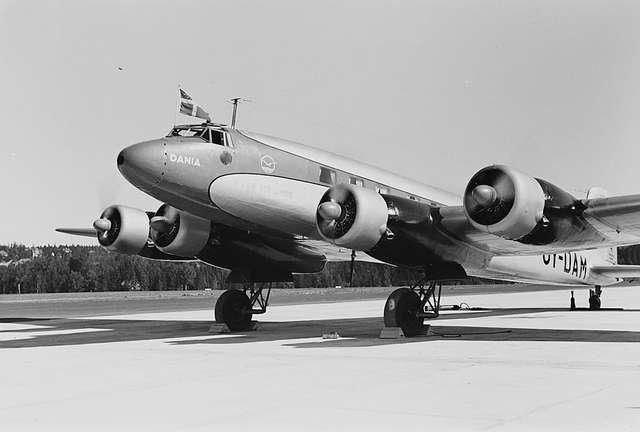
1939年於挪威奧斯陸福尼布機場（Fornebu）的丹麥Fw 200

Fw 200是第一架直飛柏林與紐約的客機，於1938年8月10日起飛，僅耗時24小時又56分鐘即抵達。回程則在1938年8月13日，僅耗時19小時又47分。這些航班紀錄還被製成紀念碑立於不來梅的貝特夏街道。由於Fw200造價高昂，漢薩航空最後只採購4架飛機。
在丹麥於1940年被德軍入侵後，一架於英國領地的丹麥Fw 200（被命名為「Dania」）被英軍所擄獲。原本交給了英國海外航空，在之後將其交給了英國皇家空軍，直到1941年因受創過重而無法修復。
德國空軍最初將這種飛機用來支援納粹德國海軍，原先在北海上使用，在1940年夏季開始，納粹德國海軍開始向德國空軍請求援助，搜尋與攻擊在大西洋上的同盟國艦艇。原本這任務應該是He 111轟炸機與He 177轟炸機負責，但He111航程不足，He177開發陷入瓶頸，因此不在原先計畫內的Fw200開始做為主力運用。Fw 200本身也載有900公斤重的炸彈或水雷，可用來攻擊商船，最初Fw200駐紮在波爾多，在比斯開灣沿著繞過不列顛群島的弧形航線向航線上所有同盟國艦艇發動攻擊，最後降落在挪威的特隆赫姆或斯塔萬格，甚至曾在夜間空襲利物浦。除了自力攻擊，Fw200也將其獲得的資訊通知德國潛艇部隊，並派出艦隊出擊因應；最知名的偕同作戰紀錄是英國皇后號郵輪，Fw200搜索到目標後由U-32號潛艦攻擊摧毀，由於這個戰果，英國首相邱吉爾把Fw200稱為「大西洋的禍害」。
在1940年6月至1941年2月這段時間裡，儘管Fw 200的投彈裝置十分粗糙簡陋，它們還是總共擊沉了排水量365,000噸的商船。該機進行攻擊時，飛行高度非常低，並以其掛架上的3枚炸彈攻擊，這使得它們的攻擊幾乎都會擊中目標。
1941年3月，德國成立大西洋航空指揮部，統一管轄海上巡邏機部隊。當時指揮部下有30架Fw 200，但扣除維修與訓練後，平時戰備機約僅有6-8架。但是因為Fw 200結構較為脆弱，無論是防空武器或是超重酬載都可能損害機體結構，對妥善率造成不利影響。因此1941年中期，Fw 200組員受命禁止攻擊商船與衝突以保持飛機數。同盟國軍為了對抗Fw200，也開始為船團提供應急性的制空武器；1941年8月，第一架Fw 200被彈射飛機商船起飛的颶風戰鬥機與皇家海軍護衛航空母艦的艦載美製F4F戰鬥機所擊落。1942年8月，一架Fw 200C-3在經過冰島時，被P-40C和P-38F擊落，成為第一架被美國陸軍航空隊擊落的德國飛機。
除了比斯開灣航線，同盟國海運至蘇聯的北冰洋航線也有Fw200的身影，它們從特隆赫姆起飛，迴避冰島的防空圈飛至揚馬延偵查，再沿著原航線飛回。PQ-17船團便在Fw200的空襲下損失2艘商船。
Fw 200也被拿來當運輸機使用，特別是在1942年空投補給到史達林格勒。1943年末期後，Fw 200僅被用來作為運輸機。而原本的偵察機地位則被Ju 290所取代（由於法國被盟軍所奪回，德國無法將其用於海上偵查）。到了1944年，該機的生產完全終止，共生產了276架。

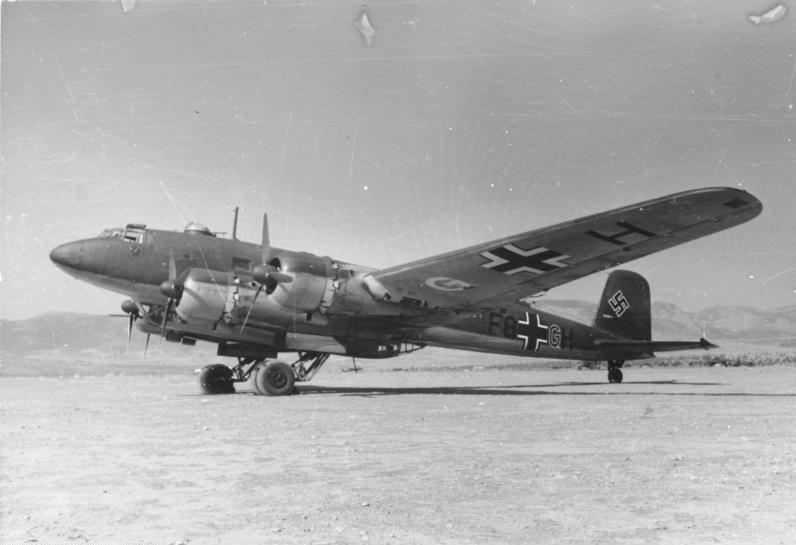
1941年於希臘的Fw 200

在戰爭期間，一些受到損傷的Fw 200降落到了西班牙，在一開始，它們會被維修並遣送回法國的基地，但在火炬行動（盟軍入侵法屬北非）後，西班牙政府扣留了4架抵達的Fw 200（但乘員仍可返回德國）。由於那些飛機不能使用，德國就將它們賣給了西班牙。其中3架可飛的飛機，一架編入了西班牙空軍，而另外2架則用於配件組裝。由於損壞、缺乏配件和政治原因等因素，西班牙擁有的Fw 200全部於1950年停飛與拆解。
一些Fw 200也墜毀於葡萄牙，而乘員被允許返回德國。有些乘員（至少一組乘員）死於當地的意外中，而他們之後被埋於葡萄牙莫拉（Moura）的公民墓園。這些墜毀於西班牙與葡萄牙的Fw 200在1940年後，以法國波爾多-梅里尼亞克（Bordeaux-Merignac）為基地。1940年之前，Fw 200都以丹麥作為基地。

## 希特勒個人交通工具
阿道夫·希特勒在他的私人飛機駕駛員漢斯·包爾的建議下，指定無武裝的Fw 200 V1型作為他的私人飛機，取代了原先的Ju 52。原先漢莎航空將其作為26人座的運輸機（機身編號：3099），而後被改為僅有2艙的專機。希特勒的座位位於客艙，配有一木桌，背部鍍有裝甲，另外還有會自動拋出的降落傘。根據漢斯·包爾所言，該機從未武裝過。依照希特勒對飛機的個人偏好，他將該機編號為「D-2600」以及命名為「 殷麥曼三世（Immelmann）」，而後隨著戰爭的發展而將其改命名為「WL+2600」以及「26+00」。該機最後於1944年7月18日，在柏林泰沃爾夫機場（Tempelhof）被盟軍轟炸摧毀。

## 機型

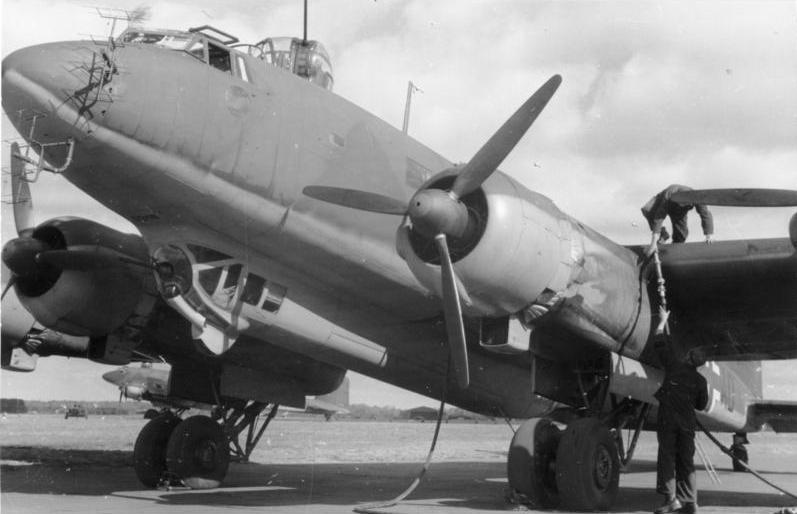
裝備雷達的Fw 200 C-4

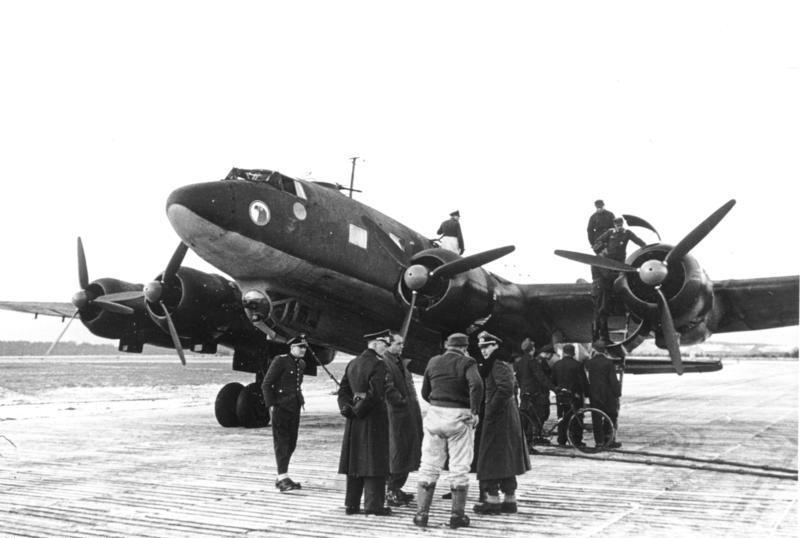
希特勒的Fw 200兀鷹式私人座機。

該機共有三種主要型號A、B和C型。A型主要是用於民間航空，包括德國漢莎航空、丹麥的丹麥航空運輸和巴西的辛迪加兀鷹航空。Fw 200B和Fw 200C則被用來作為遠程轟炸機、偵察機、運輸機的原型機。 
Fw 200 V1
第一架原型機。
Fw 200 V10
軍用原型機。
Fw 200 A-0
量產前的第4到第9架的原型機。
Fw 200 B-1
搭載4座BMW 132Dc引擎的運輸機機型。
Fw 200 B-2
搭載4座BMW 132H引擎的運輸機機型。
Fw 200 C-0
預計生產10架，結構經過強化，前4架為無武裝的運輸機，其餘皆有武裝。
Fw 200 C-1
第一種軍用量產版本，搭載BMW 132H引擎、加長型的吊艙、增加防護裝備以即可載有4枚250公斤（550磅）炸彈。
Fw 200 C-2
類似於C-1型，但將外部引擎艙座過加工減少飛行阻力，可以攜帶一枚250公斤（550磅）的炸彈或一個300公升（80美制加侖）的副油箱。
Fw 200 C-3
機身結構進行過強化，並搭載Bramo 323 R-2星型發動機。
Fw 200 C-3/U1
增加了防護性武器，包括電動機背砲塔上的15公釐MG 151機砲和將20公釐MG FF機砲由MG 151/20機砲取代。
Fw 200 C-3/U2
原本的機背20公釐MG 151/20機槍由13公釐（0.5吋）MG 131重機槍所取代，還額外裝上Lotfe 7D 投彈瞄準器。
Fw 200 C-3/U3
搭載了額外2座13公釐MG 131重機槍。
Fw 200 C-3/U4
原本搭有的7.92公釐（0.31吋）MG 15機槍被13公釐的MG 131重機槍取代，並額外多配置了一名機槍手。
Fw 200 C-4
類似於C-3型，但裝備FuG「Rostock」實驗型雷達，後期更裝備了FuG 200「Hohentwiel」雷達。
Fw 200 C-4/U1 (Werk-Nr 137)
高速運輸機，只有一架被生產出來，專門給予海因里希·希姆萊、阿道夫·希特勒和卡爾·鄧尼茲使用。
Fw 200 C-4/U2 (Werk-Nr 138)
高速運輸機，可搭載14名乘客，只有一架樣機被生產出來。
Fw 200 C-6
少數搭載了Hs 293飛彈並經過重新設計。
Fw 200 C-8
裝有FuG 203b「KehlIII」式飛彈控制裝置與Hs 293飛彈。
Fw 200 S-1
對Fw 200 V1型的特別設計，可飛行柏林至東京。

## 倖存機
至今，只有一架完整的Fw 200保存著。該機於1990年代晚期自挪威特倫汗峽灣中打撈。儘管已進行過修復作業，該機仍被送至德國柏林科技博物館重製。在博物館的要求下，原本希望能獲取在挪威福斯（Voss）的克福易坦索尼山（Kvitanosi）一對分散的機翼以組回原型，但因為當地居民拒絕而作罷，居民希望該機翼留於當地，並建立戰爭博物館。最後達成妥協，重製作業所不需要的部分留在克福易坦索尼山，重製作業所需要的部分於2008年時挪威福斯的居民同意運走，而到了2009年時，重製作業所需要的部分已由直昇機運輸至德國柏林科技博物館。

## 用戶

### 民間企業
巴西
- 巴西南方航空
- 辛迪加兀鷹航空

 丹麦
- 丹麥航空運輸

 德国
- 德国汉莎航空

 英国
- 英國海外航空

### 軍用
德国
- 納粹德國空軍

 苏联
- 蘇聯空軍（戰後擄獲使用）

 西班牙
- 西班牙空軍（戰時扣留）

 英国
- 英國皇家空軍（徵收一架）

## 性能參數（Fw 200C-3/U4）
参考资料：Warplanes of the Luftwaffe 
基本信息
- 机组：5人
- 容量：當作運輸機時，可搭載全副武裝的30名士兵

性能
- 续航时间：14 hrs

武器

- 機槍：

  - 1×20公釐MG 151/20機砲（前吊艙）
  - 4×13公釐MG 131機槍
- 炸彈：超過5,400公斤的炸彈

## 資料來源
1. ↑  The Illustrated History of the German Air force in WWII- Dr. John Pimlott - Motorbooks International
2. ↑  #巨人機列伝222頁
3. 1 2  Wings of the Luftwaffe, p. 15
4. ↑  .   [2020-09-25]. （原始内容存档于2011-07-24）.
5. ↑   Donald 1994, p.90.